# John Curtis
John Ream Curtis (* 10. května 1960 Ogden, Utah) je americký politik a člen Republikánské strany. Od ledna 2025 je senátorem USA za stát Utah.
V mládí studoval na Univerzitě Brighama Younga. V letech 2000 až 2006 byl členem Demokratické strany; v roce 2000 neúspěšně kandidoval na funkci senátora utažského státního senátu. V letech 2002 až 2003 byl místopředsedou a posléze předsedou Demokratické strany v Utah County. V letech 2010 až 2017 působil jako starosta města Provo v Utahu. V letech 2017 až 2025 působil jako člen americké Sněmovny reprezentantů za utažský třetí okrsek (v roce 2017 byl zvolen jako náhradník za Jasona Chaffetze).  
V roce 2024 byl zvolen senátorem poté, co dosavadní senátor Mitt Romney oznámil, že funkci senátora již nebude obhajovat. V primárních volbách nejprve porazil Republikána Trenta Staggse a v řádných volbách pak se ziskem téměř 63 % hlasů Demokratku Caroline Gleichovou.  
Curtis je považován za umírněného Republikána, který je názorově relativně blízko politickému středu. Je zakladatelem organizace Conservative Climate Caucus, jejímž cílem je vzdělávání členů Republikánské strany v tématech ekologie či změny klimatu s ohledem na konzervativní hodnoty. V minulosti byl členem centristické organizace Republikánské strany zvané Republican Governance Group. V roce 2022 hlasoval pro Respect for Marriage Act (federálně ukotvující právo na mj. stejnopohlavní manželství). V amerických prezidentských volbách v roce 2024 nepodpořil Donalda Trumpa. Analytiky byl proto někdy označován jako pokračovatel politiky Mitta Romneyho, nicméně Curtis se tomuto označení brání. 
Od roku 1982 je ženatý a má šest dětí.